# Gornje Brijanje
Gornje Brijanje (en serbe cyrillique : Горње Бријање) est un village de Serbie situé dans la municipalité de Bojnik, district de Jablanica. Au recensement de 2011, il comptait 392 habitants.

## Démographie

### Évolution historique de la population
| 1948 | 1953  | 1961 | 1971 | 1981 | 1991 | 2002 | 2011 |
| ---- | ----- | ---- | ---- | ---- | ---- | ---- | ---- |
| 979  | 1 013 | 959  | 923  | 614  | 641  | 509  | 392  |

|  |